# Tina Chow
Bettina Louise Lutz (Lakeview, 18 aprile 1950 – Pacific Palisades, 24 gennaio 1992) è stata una modella e gioielliere statunitense.

## Carriera
Chow nacque in Lakeview, in Ohio da padre di origine tedesca e madre giapponese. Negli anni sessanta la famiglia si trasferì in Giappone. Chow studiò alla Sophia University di Tokyo e nella capitale giapponese iniziò anche la carriera da modella diventando il volto della casa di cosmetici Shiseido. Tornata negli Stati Uniti divenne rapidamente una icona della moda degli anni settanta e anni ottanta lavorando con fotografi come Helmut Newton e Herb Ritts e diventando la musa di stilisti come Yves Saint Laurent, Chanel e Issey Miyake e di artisti come Andy Warhol. Chow ebbe anche una carriera di successo nella gioielleria, nel 1988 le sue creazioni furono usate da Calvin Klein per accessoriare la sua collezione autunno/inverno.
Chow contrasse l'AIDS nel 1985 e morì della malattia il 24 gennaio 1992 a 41 anni. Sua figlia è l'attrice e modella China Chow, nata dal suo matrimonio con il ristoratore Michael Chow.